# Cirrhaea loddigesii
Cirrhaea loddigesii är en orkidéart som beskrevs av John Lindley. Cirrhaea loddigesii ingår i släktet Cirrhaea och familjen orkidéer. Inga underarter finns listade i Catalogue of Life.

## Bildgalleri

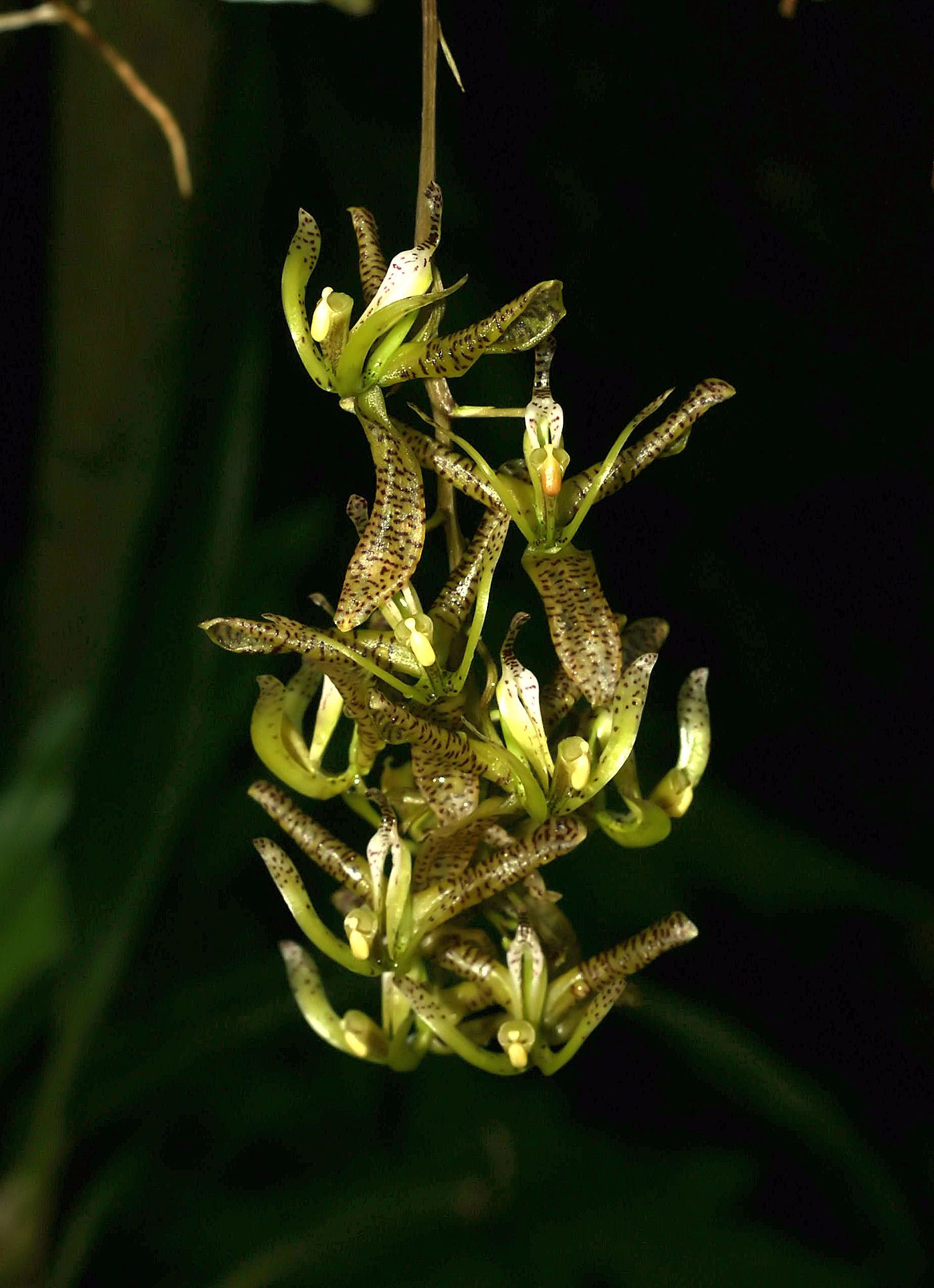
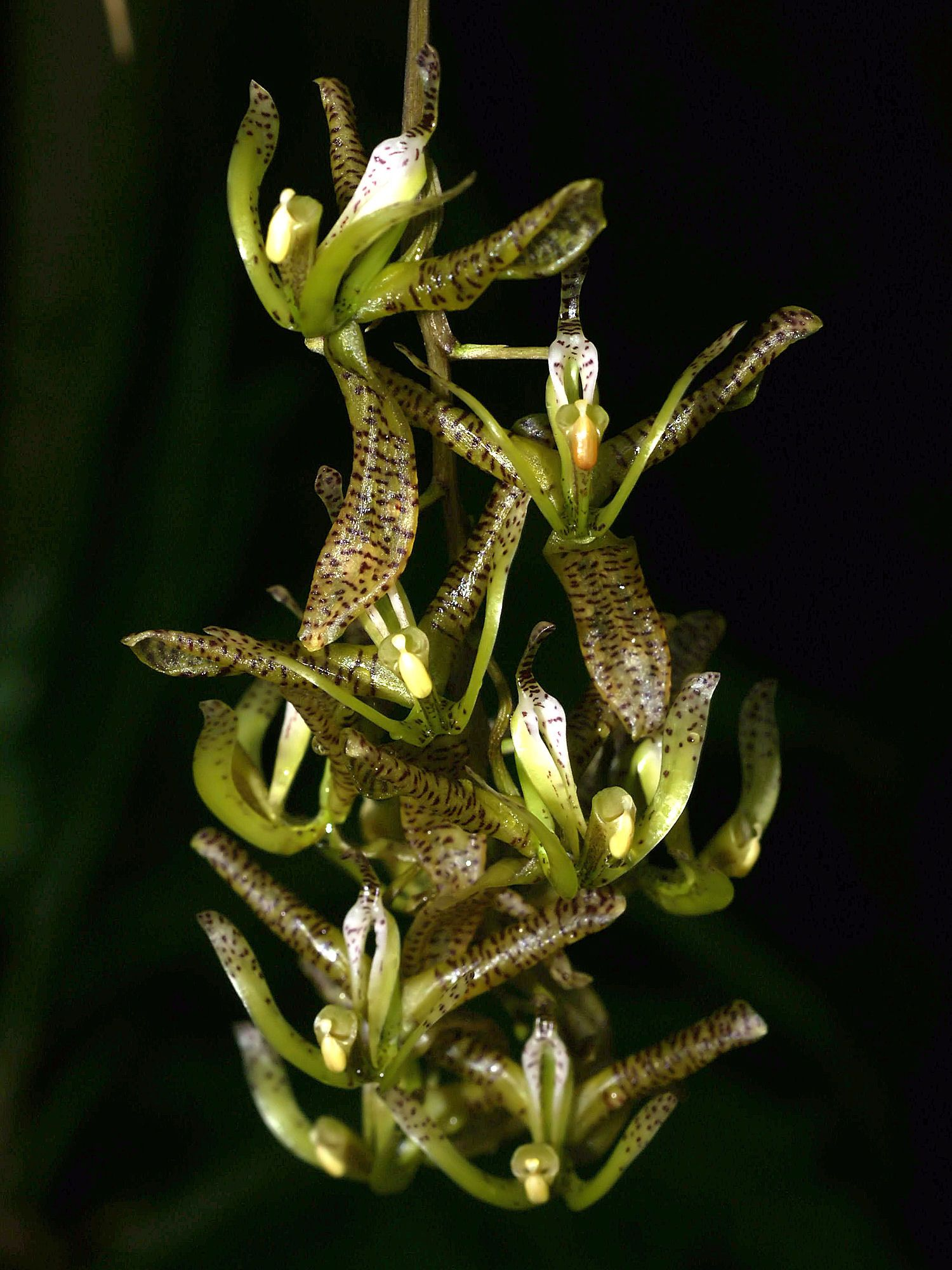
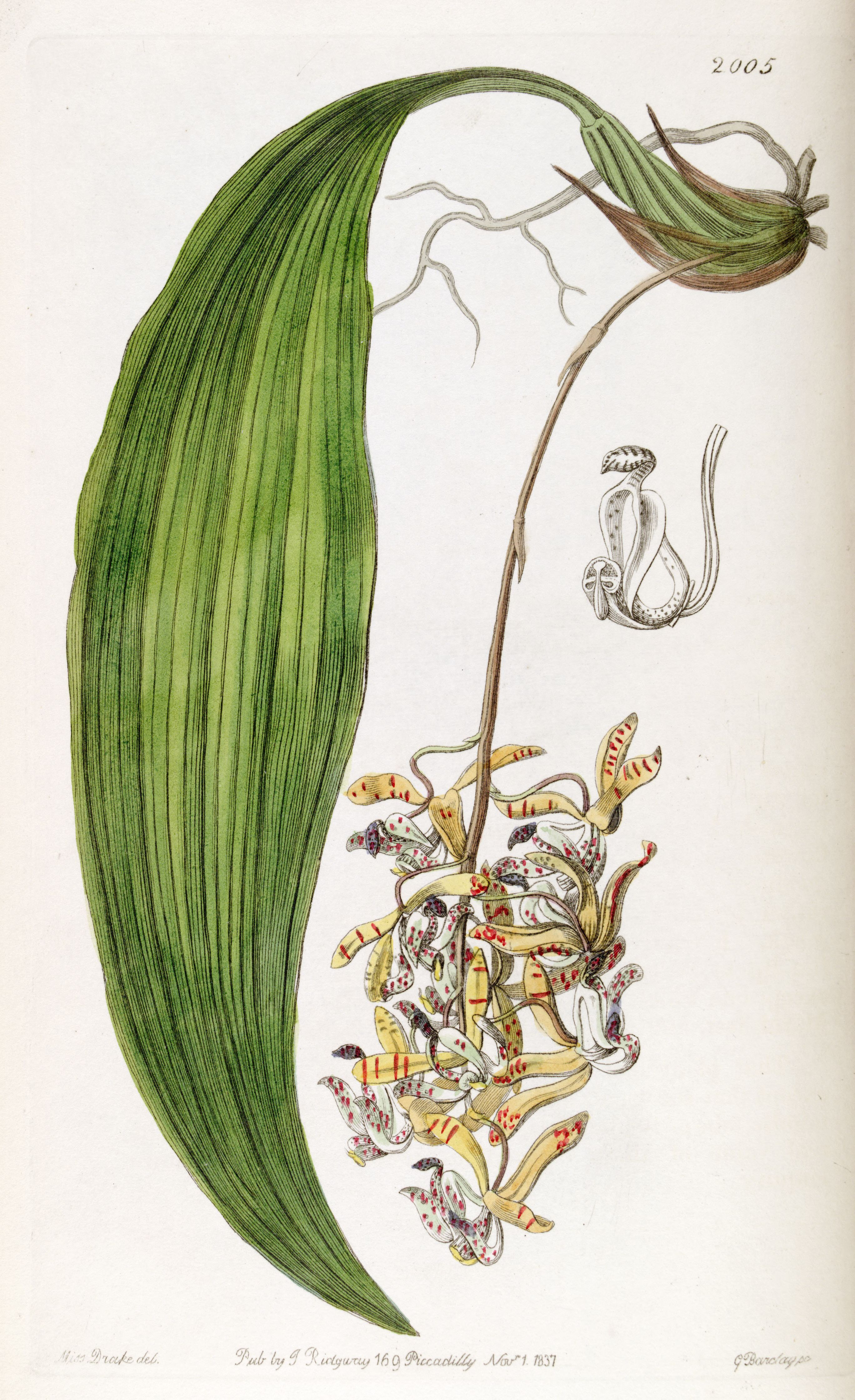
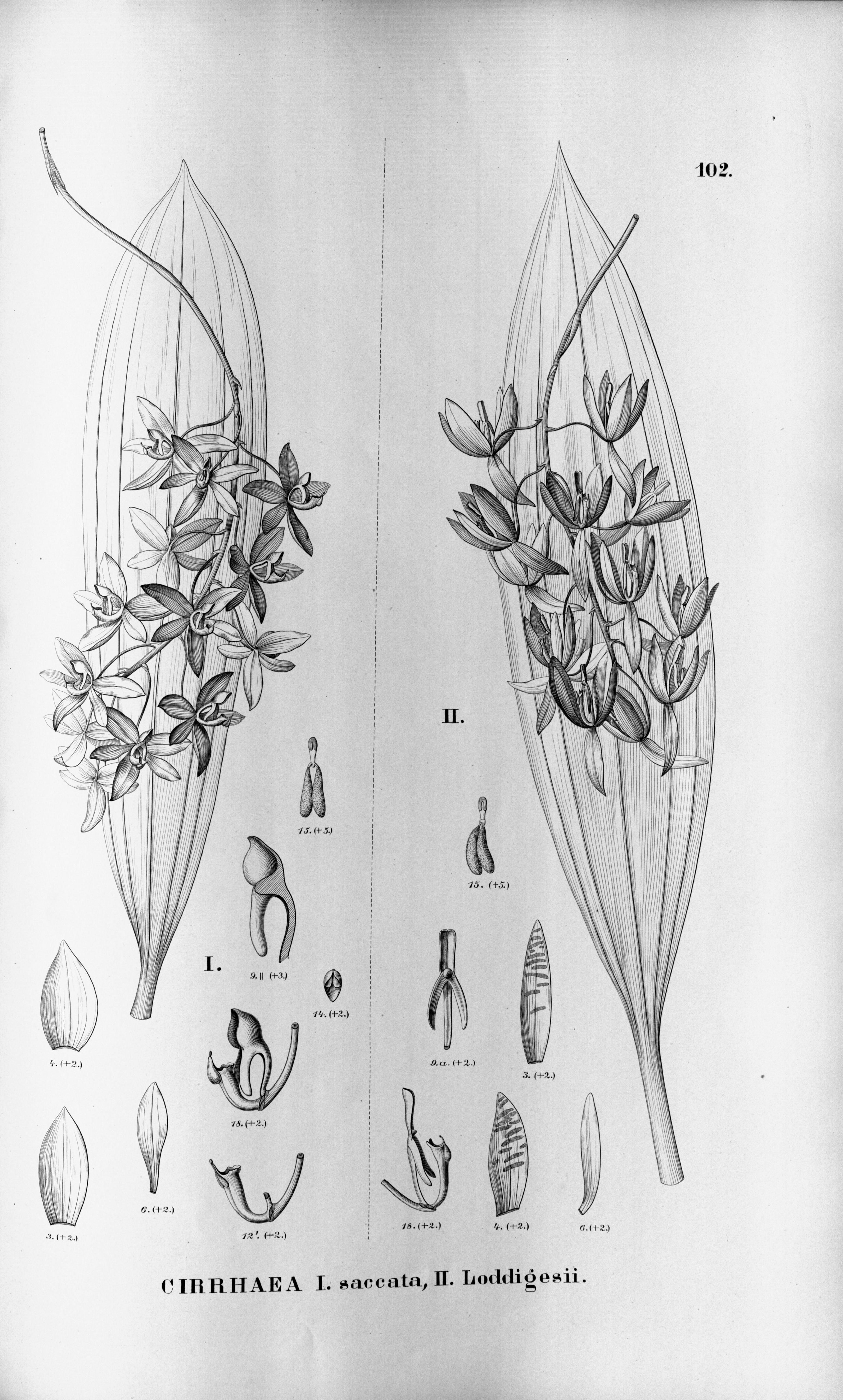